# Джугеньская-Ахтанская
Джугеньская-Ахтанская (также Джугеньская (Ахтанская), Ахтанская) — маловодная балка эрозионного происхождения в Раздольненском районе Крыма. Длина водотока — 18,0 км, площадь водосборного бассейна — 241 км².
Балка начинается на Бакальско-Чатырлыкской слабоволнистой степной равнине, в районе села Каштановка, пролегает общим направлением на северо-запад. Притоков балка не имеет, сток может наблюдаться во время весенних паводков и летне-осенних ливней; ранее основное питание получала из Северо-Крымского канала, водой которого наполнялись 4 водохранилища общим объёмом 156,0 тыс. м³. Впадает в озеро Бакальское примерно в 3 километрах северо-западнее села Славное на отметке — 0,4 м от уровня моря. Водоохранная зона балки установлена в 100 м.